# Округ Скохери (Њујорк)
Округ Скохери (енгл. Schoharie County) је округ у америчкој савезној држави Њујорк. По попису из 2010. године број становника је 32.749.

## Демографија
Према попису становништва из 2010. у округу је живело 32.749 становника, што је 1.167 (3,7%) становника више него 2000. године.
| Група             | 2000.          | 2010.          |
| Белци             | 30.112 (95,3%) | 30.742 (93,9%) |
| Афроамериканци    | 403 (1,3%)     | 435 (1,3%)     |
| Азијати           | 120 (0,4%)     | 217 (0,7%)     |
| Хиспаноамериканци | 588 (1,9%)     | 924 (2,8%)     |
| Укупно            | 31.582         | 32.749         |